# FK Sjiptsjenski Sokol
FK Sjiptsjenski Sokol (Bulgaars: ФК Шипченски сокол) was een Bulgaarse voetbalclub uit Varna.

## Geschiedenis

### Voorgangers
Reeds in 1916 werd er gevoetbald in Varna. In 1917 werd beslist om een club op te richten, maar dit ging niet door geldgebrek. De voetballers noemden zich Vitjaz, wat een verwijzing was naar de soldaten aan het front. Op 28 augustus 1918 werd de club dan toch officieel opgericht. Niet iedereen was tevreden met de naam Vitjaz en één van de aanwezigen opperde om de club Sokol te noemen omdat hij de veer van een valk gevonden had op weg naar de vergadering. De aanwezigen gingen akkoord maar bij de registratie botste de club op weerstand omdat er al een jachtvereniging bestond met die naam. Na een nieuwe vergadering werd er dan beslist om de club Bulgarski Sokol te noemen. Bij de oprichters waren onder andere Michail Toentsjev en Georgi Stanev, die later als spelers van Titsja Varna nog voor de nationale ploeg zouden spelen. In 1921 had de club al 200 leden en een jaar later werd de club de eerste officieuze kampioen van Varna na overwinningen op Titsja. Een jaar later werd de club kampioen van Varna, maar er was toen nog geen verdere nationale competitie. 

### Sjiptsjenski Sokol
De club werd opgericht op 30 januari 1924 na een fusie tussen Bulgarski Sokol en Sjipka. De club ging in de regionale competitie spelen. In 1926 werden ze tweede achter Vladislav Varna. In 1927 won de club de eerste editie van de lokale beker. In 1929 won de club de beker opnieuw en werd ook voor het eerst kampioen van Varna. De club eindigde samen met Titsja op de eerste plaats, maar had een beter doelsaldo. In de nationale eindronde bereikte de club  de halve finale, die ze verloren van Botev Plovdiv.

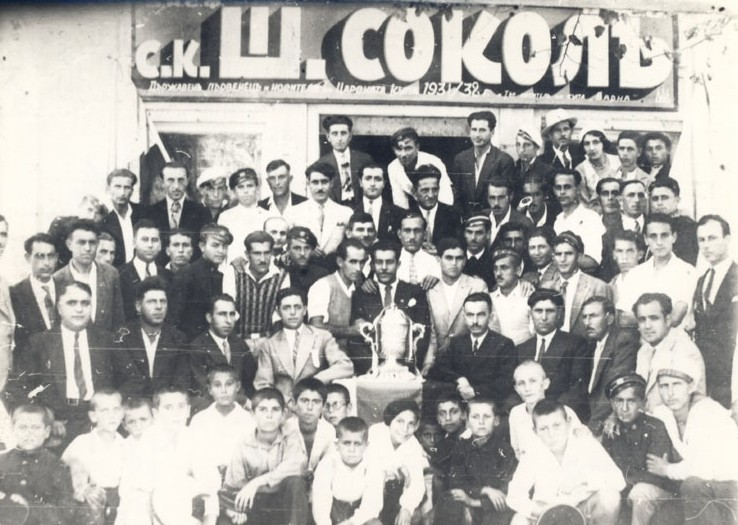
Clubfoto uit 1930

Nadat de club in 1930 tweede werd achter Vladislav wonnen ze in 1931 opnieuw de titel door een beter doelsaldo dan Titsja. In de eindronde bereikte de club de finale om de titel tegen AS 23 Sofia. Varna leidde met 1-2 toen in de 73ste minuut een speler van Varna met een gebroken been het veld af moest. De spelers van Varna eisten dat de speler van Sofia die verantwoordelijk was van het veld gestuurd werd maar de scheidsrechter weigerde dit waarop de spelers het veld verlieten, later besloot de voetbalbond om AS 23 een 3-0 overwinning én de landstitel toe te kennen. Een jaar later bereikte de club opnieuw de finale en won deze nu van Slavia Sofia en werd zo alsnog kampioen. In 1933 stonden ze voor het derde jaar op rij in de finale tegen een team van Sofia en verloor nu met 3-1 van Levski Sofia. De volgende jaren eindigde de club meestal in de middenmoot. De club belandde in een crisis omdat vele spelers voor andere teams kozen. In 1943/44 nam de club nog eens deel aan de nationale eindronde en bereikte de kwartfinale, die nooit voltooid werd.
In 1945 fuseerde de club met Levski en Radetski Varna en werd zo Spartak Varna.

## Erelijst
Landskampioen
1932